# Erwin Nyc
Erwin Nyc, noto anche come Erwin Nytz (Katowice, 24 maggio 1914 – 1º maggio 1988), è stato un calciatore polacco, di ruolo centrocampista.